# آرایکس ۲
آرایکس ۲ (به انگلیسی: RX II) یک کشتی است که طول آن 	10,97 m LOA می‌باشد.